# Euphoria (programari)
Euphoria és un motor d'animació creat per NaturalMotion basat en la Dynamic Motion Synthesis (Síntesi de Moviment Dinàmic), NaturalMotion és la tecnologia patentada de personatges d'animació en 3D sobre la marxa "sobre la base d'una completa simulació de 3D, incloses cos, músculs i motor del sistema nerviós". En lloc d'utilitzar animacions predefinides, els personatges, les accions i reaccions de síntesi són en temps real, que són diferents cada vegada, fins i tot quan es reprodueix la mateixa escena. Si bé és comú per als actuals jocs de vídeo utilitzar coixesa "Ragdolls" per a les animacions generades en la marxa, Euphoria empra un mètode més complex per animar la totalitat dels objectes físics determinats en l'entorn de joc.
D'acord amb el seu lloc web, s'executa en Playstation 3, Xbox 360 i PC, també en plataformes de maquinari i és compatible amb tots els motors de física comercials.
Al febrer de 2007, NaturalMotion i Rockstar Games ha anunciat que s'utilitzaran a Euphoria en els futurs títols de Rockstar. Un comunicat de premsa que s'adjunta amb el segon tràiler que finalment va confirmar que Grand Theft Auto IV és el primer dels jocs de Rockstar Games per utilitzar Euphoria. El títol Star Wars: The Force Unleashed per a Xbox 360 i Playstation 3 també utilitza Euphoria.
L'agost de 2007, NaturalMotion va anunciar Backbreaker, un joc de futbol americà per a la pròxima generació de consoles que empra el motor Euphoria per generar tackles, en temps real, en oposició a la reproducció d'animació.

## Videojocs que utilitzen Euphoria
- Grand Theft Auto IV
- Star Wars: The Force Unleashed
- Backbreaker
- Grand Theft Auto IV: The Lost and Damned
- Grand Theft Auto: The Ballad of Gay Tony
- Red Dead Redemption
- Red Dead Redemption: Undead Nightmare
- Star Wars: The Force Unleashed II
- Max Payne 3[1]